# Naïs (Rameau)
Naïs es una ópera en tres actos con música de Jean-Philippe Rameau y libreto en francés de Louis de Cahusac, en la cuarta colaboración entre él y Rameau. Se estrenó el 22 de abril de 1749 en la Ópera de París. Adopta la forma de una pastoral heroica.
La obra lleva el subtítulo Opéra pour La Paix, que se refiere al hecho de que Rameau compuso la ópera con ocasión del Tratado de Aquisgrán, al final de la guerra de sucesión austriaca.  Su título original era Le triomphe de la paix, pero la crítica a los términos del tratado llevaron a un cambio en el título.
C. M. Girdlestone ha enumerado la música instrumental que Rameau tomó prestada de su propia Les Fêtes de Polymnie y Les Paladins para Naïs, y a su vez la música que Rameau tomó de Naïs para Hippolyte et Aricie.  Graham Sadler ha estudiado diversas facetas de la orquestación de Rameau para Naïs.

## Argumento
El dios Neptune está enamorado de la ninfa marina Naïs, y se disfraza como un mortal para intentar ganarla. Esto tiene lugar en los Juegos Ístmicos en Corinto, coincidienco con una fiesta dedicada a Neptune. Los rivales del dios por el afecto de Naïs son el jefe corintio Télénus y el líder de los pastores ístmicos, Asterion.  El adivino ciego Tirésie advierte a Télénus y Asterion de que tengan cuidado con el dios marino, y de un rival extranjero.  Télénus y Asterion se preparan para la batalla, con lo que la ópera llega a su clímax.

## Grabaciones
- Erato (Grabación de 1980): Coro y orquesta del English Bach Festival; Nicholas McGegan, director.